# بردگوری تلورد۱
بردگوری تلورد۱ مربوط به دوره اشکانیان - دوره ساسانیان است و در شهرستان کوهرنگ، بخش بازفت، دهستان بازفت، شمال شرق روستای تلورد واقع شده و این اثر در تاریخ ۱۲ شهریور ۱۳۸۶ با شمارهٔ ثبت ۱۹۵۱۴ به‌عنوان یکی از آثار ملی ایران به ثبت رسیده است.